# Henry Ehrenreich
Henry Ehrenreich (Fráncfort del Meno, 11 de mayo de 1928-Belmont, 20 de enero de 2008) fue un físico y educador estadounidense. Fue profesor de la Universidad de Harvard y realizó investigaciones sobre semiconductores y física del estado sólido.
Después de huir de Alemania cuando era niño, su familia se instaló en Nueva York, donde asistió a la universidad. Realizó investigaciones en un laboratorio de General Electric y su experiencia en semiconductores y física de materiales le permitió asesorar a dos departamentos estadounidenses. Como profesor, dedicó muchos esfuerzos a mejorar la calidad de la educación, convirtiéndose finalmente en el primer defensor del pueblo de Harvard.

## Biografía

### Primeros años
Nació el 11 de mayo de 1928 en Fráncfort, hijo de los judíos alemanes Frieda y Nathan Ehrenreich. Su padre era un destacado pianista y director de coro, pero en 1934 perdió su puesto bajo el régimen nazi y fue deportado a Dachau a raíz de la Noche de los cristales rotos. Fue puesto en libertad el 7 de diciembre de 1938 y pudo huir de Alemania diez días después.
Henry pudo huir de Alemania a través del Kindertransport y primero fue llevado a un hogar de acogida en Inglaterra, pero pronto fue enviado a otro hogar de acogida en Letchworth debido a la evacuación de niños de Londres. Su familia adoptiva de habla alemana simpatizaba con los nazis y lo maltrataba. Después de que su madre huyera de Alemania el 24 de agosto de 1939, lo colocaron con otra familia en Ditchling, donde podían visitarlo.
La familia finalmente obtuvo visas estadounidenses en el otoño de 1939 y finalmente se reunió en marzo de 1940 en Nueva York. Su padre encontró trabajo dos años más tarde como director de coro en Búfalo y Henry pudo continuar sus estudios allí. Una beca del estado de Nueva York le permitió estudiar en la Universidad Cornell donde se graduó en 1950.

### Carrera
Después de graduarse, estudió en la Universidad de Columbia durante un año académico y regresó a Cornell en 1951, donde comenzó a trabajar como profesor asistente. Se interesó por los semiconductores y los problemas relacionados, y comenzó a escribir su tesis doctoral con Albert Overhauser sobre la "Dispersión de agujeros por fonones en germanio", y la terminó en 1955. Para continuar su investigación en ciencia de superficies y estado sólido, fue al Laboratorio de Investigación de General Electric.
Se trasladó a la Universidad de Harvard en 1960 y fue nombrado profesor en 1963 en la División de Ingeniería y Ciencias Aplicadas de Harvard. Su investigación coincidió con el auge de las aplicaciones de semiconductores y fue autor de más de 200 artículos a lo largo de su carrera. También fue coautor de la revista anual Solid State Physics junto con Frederick Seitz y David Turnbull.
Durante la crisis del petróleo de 1973, se le pidió que evaluara las células fotovoltaicas, se desempeñó como asesor del Departamento de Energía y dirigió un grupo de estudio sobre el tema de 1977 a 1981 antes de testificar ante el Congreso en 1985. También sirvió en el Consejo de Materiales DARPA del Departamento de Defensa durante 20 años y participó en numerosos comités nacionales e internacionales.
Además de sus contribuciones científicas, intentó activamente mejorar la educación universitaria de Harvard en ciencias e ingeniería y presidió el Comité Central de Ciencias entre 1987 y 1999. Cuando el Core Curriculum de Harvard fue objeto de escrutinio en 1989, comentó: "El sistema actual que tenemos está funcionando bastante bien. Pero siempre podemos preguntarnos si podemos hacerlo mejor".
También formó parte de un comité que decidió las directrices sobre la libertad de expresión en Harvard a raíz de un intenso debate sobre una bandera confederada colgada de la ventana de un dormitorio en 1990.
Criticó la distinción entre investigación aplicada "estratégica" e investigación básica "impulsada por la curiosidad", relatando la libertad de elegir sus propios proyectos en el laboratorio de General Electric y señalando los avances en la ciencia de los semiconductores que consideraba el resultado de una postura abierta hacia la investigación básica durante los años 50.

### Vida personal
A pesar de su decisión de convertirse en físico teórico, compartía el amor por la música con su padre y era un hábil pianista. También fue uno de los primeros en adoptar el correo electrónico y la World Wide Web, a pesar de que ya se le consideraba un "anciano de la facultad" en 1996. Dijo que compró un PowerBook porque los Mac eran "para idiotas", pero todavía estaba pidiendo ayuda técnica a la gente en el pasillo.
En 1950, conoció a Tema Hasnas y se casaron en 1953. Falleció el 20 de enero de 2008 en Belmont, dejando atrás a su esposa Tema, tres hijos y 10 nietos.